# Síndrome nefròtica
La síndrome nefròtica és un trastorn inespecífic en què els ronyons estan danyats, fent que s'escapin grans quantitats de proteïnes (proteïnúria amb almenys 3,5 grams per dia per 1,73 m² de superfície corporal) des de la sang a l'orina.
Les causes inclouen diverses malalties renals com la glomeruloesclerosi segmentària focal, nefropatia membranosa i glomerulopatia de canvis mínims. També pot aparèixer com a complicació de la diabetis o el lupus.
Els ronyons afectats per la síndrome nefròtica tenen petits porus en la podòcits, prou grans per permetre que la proteïnúria (i, posteriorment, la hipoalbuminèmia, perquè algunes de les proteïnes, principalment l'albúmina ha passat de la sang a l'orina), però porus no prou grans per permetre el pas de les cèl·lules sanguínies (per tant, sense hematúria). Per contra, en la síndrome nefrítica, els glòbuls vermells passen a través dels porus, provocant hematúria.